# Кастион Веронезе (Верона)
Кастион Веронезе је насеље у Италији у округу Верона, региону Венето.
Према процени из 2011. у насељу је живело 435 становника. Насеље се налази на надморској висини од 312 м.